# Dimitrije Bużarowski
Dimitrije Bużarowski (maced. Димитрије Бужаровски; ur. 8 sierpnia 1952 w Skopju) – macedoński dyrygent, kompozytor i muzykolog.

## Życiorys
Ukończył studia z zakresu kompozycji na Uniwersytecie Świętych Cyryla i Metodego w Skopju (klasa prof. Tomisława Zografskiego). Studia podyplomowe ukończył na Uniwersytecie Belgradzkim (klasa prof. Enrico Josifa). Od 1984 jest wykładowcą na wydziale muzycznym uniwersytetu skopijskiego. Prowadzi zajęcia z estetyki i socjologii muzyki. Od 2006 prowadzi zajęcia na Uniwersytecie w Niszu. Jest autorem podręczników z zakresu estetyki muzyki i teorii kompozycji.
Jako dyrygent występował przed publicznością brytyjską, rosyjską, holenderską i amerykańską. W 2000 założył Instytut Badań i Archiwizacji Muzyki, który należy do wiodących instytucji, zajmujących się bałkańskim dziedzictwem kulturowym. W 2012 założył BuzAr (Archiwum Bużarowskiego) – internetowe archiwum muzyki bałkańskiej.
W 2014 został uhonorowany tytułem doktora honoris causa Uniwersytetu w Niszu. Oratorium Psalmy Radomira Bużarowskiego zostało w 2003 wyróżnione Nagrodą Grawemeyera przez Uniwersytet w Luizjanie.

## Twórczość
W 1973 zadebiutował jako kompozytor sonatiną na fortepian op.1. Dorobek twórczy kompozytora obejmuje cztery symfonie, uwerturę, dwie opery, trzy oratoria, dwa balety, dziewięć koncertów, a także sonety, nokturny i suity. Komponował także muzykę do czterech filmów fabularnych i do spektakli teatralnych.